# Военно-налоговая марка

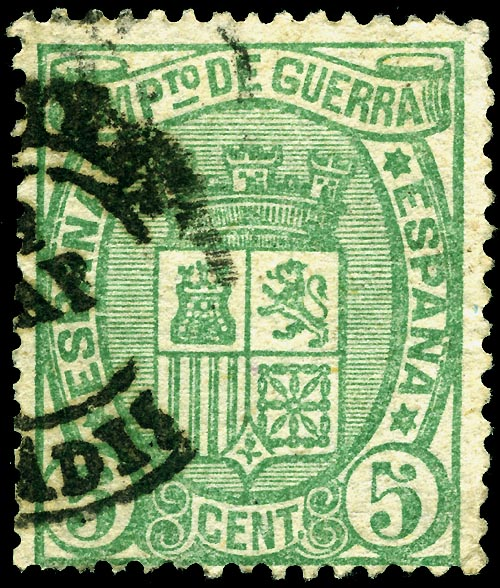
Вторая военно-налоговая марка Испании (1875)

Вое́нно-нало́говая ма́рка — вид почтовых марок принудительного сбора на вооружение, наклеиваемых на конверт дополнительно к обычным знакам почтовой оплаты.

## Описание
Аналогична почтово-налоговой марке, но в данном случае сбор идёт на оплату военных расходов. Как и в случае с другими почтовыми налогами и сборами, её использование носит обязательный характер в течение некоторого времени. Эти марки следует также отличать от военно-налоговых доплатных марок.

## История
Первая военно-налоговая марка была выпущена в 1874 году в Испании во время Третьей карлистской войны. По 1879 год было эмитировано ещё несколько видов марок, внешне похожих на обычные почтовые марки того периода, но с надписями исп. «Impuesto de Guerra» или «Impto de Guerra» («военный налог»).
Во время Первой мировой войны многие британские территории выпускали военно-налоговые марки, делая надпечатки на обычных марках с текстом англ. «WAR» («военная») или «WAR TAX» («военный налог»).
Канада пошла дальше и изменила клише адмиральской серии марок в 1915 году, вначале добавив надпись «WAR TAX», а затем в 1916 году — надпись «1 T C», означающую, что марка имела номинал плюс ещё налог в размере 1 цента. Концептуально такая марка походила на полупочтовые марки, но её использование носило не добровольный, а обязательный характер.
Военно-налоговые марки также выпускались в Румынии в 1915—1918 годах. При этом в период 1915—1921 годов в этой стране одновременно выходили военно-налоговые доплатные марки, предназначавшиеся для почтовых отправлений, которые не были оплачены отправителем военно-налоговой маркой.

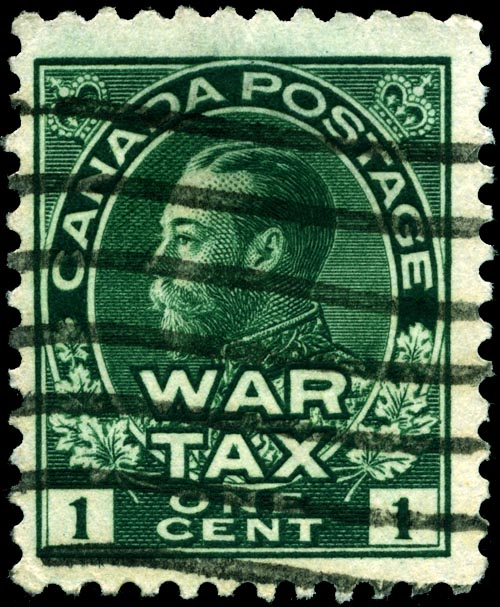
Военно-налоговые марки Канады (1915) были выпущены посредством модификации клише
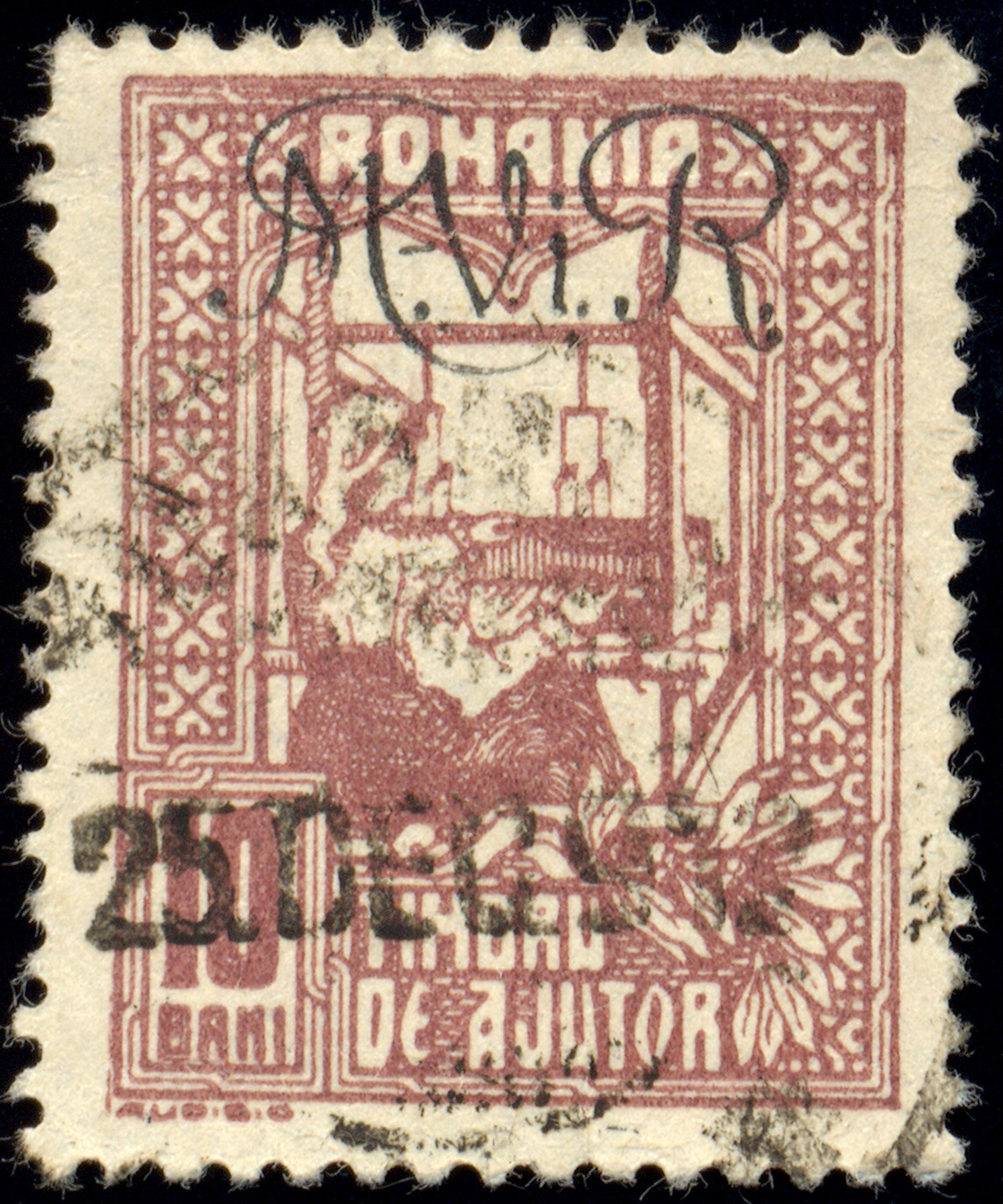
Военно-налоговая марка Румынии периода немецкой оккупации (1917)
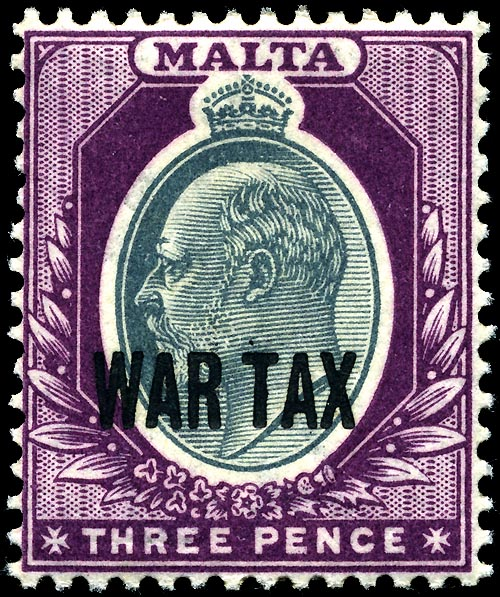
Надпечатка военного налога на марке Мальты (1918)